# Hóspedes da Noite
Hóspedes da Noite és un documental de Moçambic de 2007 dirigit per Licínio Azevedo.

## Argument
Durant l'època colonial, el Grande Hotel de la ciutat de Beira era el més gran de Moçambic: 350 habitacions, suites luxoses, piscina olímpica… Actualment l'immoble està en runes, sense electricitat i sense aigua canalitzada, i és habitat per 3500 persones. Algunes hi viuen des de fa vint anys. Les habitacions, els passadissos, les cuines, i fins i tot les cambres frigorífiques i les casetes de bany serveixen de casa. Però no hi ha res de tristesa o vergonya en el documental.

## Fitxa tècnica
- Realitzador: Licínio Azevedo
- Producció: Ébano Multimedia
- Director de fotografia: Karl de Sousa
- Montatge: Orlando Mesquita
- So: Gabriel Mondlane
- Música: Chico António

## Festivals
- Afrika Camera,  Polònia
- Africa in the Picture,  Països Baixos
- DokLeipzig,  Alemanya
- Montreal Film Festival,  Canadà
- Torino Film Festival,  Itàlia

## Premis
- Fipa de Ouro no FIPA - International Festival of Audiovisual Programs, França[Enllaç no actiu] (2008)
- Millor Documental al Festival Africa Taille XL, Bélgica (2009)
- Filme de encerramento do Input Festival, África do Sul